# Fotogramas de Plata 1965
El lliurament dels 16è Premis Fotogramas de Plata (coneguts oficialment com a Placa San Juan Bosco), corresponents a l'any 1965, lliurats per la revista espanyola especialitzada en cinema Fotogramas, va tenir lloc el 31 de gener de 1966, diada de Sant Joan Bosco, a la residència de la família Nadal, propietària de la revista, al barri de Pedralbes (Barcelona). En aquesta edició es va concedir per primer cop el premi al Millor intèrpret de televisió.

## Candidatures

### Millor intèrpret de cinema espanyol
| Intèrpret            | Pel·lícula      | Resultat   |
| -------------------- | --------------- | ---------- |
| Julia Gutiérrez Caba | Nunca pasa nada | Guanyadors |

### Millor intèrpret de cinema estranger
| Actriu      | Pel·lícula        | Resultat  |
| ----------- | ----------------- | --------- |
| Jerry Lewis | The Family Jewels | Guanyador |

### Millor intèrpret de televisió
| Intèrpret         | Sèrie de televisió | Resultat  |
| ----------------- | ------------------ | --------- |
| Antonio Ferrandis | Tiempo y hora      | Guanyador |